# Каминский, Лев Семёнович
Лев Семёнович Каминский (1889—1962) — российский и советский учёный и педагог, эпидемиолог и военно-медицинский статистик, доктор медицинских наук (1940), профессор (1941), полковник медицинской службы (1943).

## Биография
Родился 27 мая 1889 года в городе Киеве, в семье врачей. Его отец Семён Давидович Каминский (1861—1939) заведовал кафедрами глазных болезней в Белорусском государственном университете и Минском медицинском институте.
С 1913 года после окончания двух курсов Киевского коммерческого института, с 1913 по 1918 год проходил обучение на медицинском факультете Петроградского университета. С 1918 по 1920 год в рядах РККА, направлен в действующую армию, служил врачом и главным врачом в эвакогоспитале. С 1920 по 1922 год работал в системе Саратовского городского здравоохранения в должности заведующего санитарно-эпидемическим отделом. С 1922 по 1929 год — заведующий санитарно-эпидемического отделом врачебно-санитарных служб Рязанско-Уральской и Северо-Западной железных дорог. Одновременно с 1924 по 1930 год занимался педагогической деятельностью: преподавал в Ленинградском институте для усовершенствования врачей в должностях преподавателя и с 1929 года — приват-доцента..
С 1930 по 1935 год на научно-исследовательской работе в НИИ охраны здоровья детей и подростков АМН СССР и в Ленинградском институте здравоохранения. С 1938 по 1943 год на научной работе в НИСИ имени Ф. Ф. Эрисмана в должности заведующего отделом санитарной статистики. С 1936 по 1938 и с 1942 по 1943 год
являлся руководителем отдела санитарной статистики Народного комиссариата здравоохранения СССР. С 1940 по 1943 год был организатором и первым руководителем кафедры санитарной
статистики Центрального института усовершенствования врачей. С 1943 по 1956 год был организатором и первым начальником кафедры военно-медицинской статистики ВМА имени С. М. Кирова. С 1956 по 1962 год — профессор кафедры статистики и учёта Ленинградского государственного университета.

### Научно-педагогическая деятельность
Основная научно-педагогическая деятельность Л. С. Каминского была связана с вопросами в области проблем демографической статистики и статистического изучения военно-медицинской статистики в период войны, статистического выявления закономерности в уровне и динамике здоровья отдельных групп населения в конкретных условиях их жизни, труда и быта, деятельности учреждений и органов здравоохранения, разработки методологии анализа и санитарно-статистического изучения состояния здоровья населения. Л. С. Каминский принимал активное участие в подготовке и написании разделов для «Энциклопедического словаря военной медицины», «Энциклопедического словаря для военных фельдшеров» и «Опыта советской медицины в Великой Отечественной войне 1941—1945 гт.».
В 1940 году Л. С. Каминскому была присвоено учёная степень доктор медицинских наук по теме: «География и статистика брюшного тифа». В 1941 году ему было присвоено учёное звание профессора. Л. С. Каминский много лет занимался исследованиями в области реакции сульфирования органических соединений, эти исследования привели к усовершенствованию технологических процессов в практике. Л. С. Каминский разработал способ получения отечественного бициллина, а также препаратов, продлевающих срок действия пенициллина. Им было написано около двухсот научных работ, в том числе двадцать монографий, при его участии было подготовлено более тринадцати кандидатов и докторов наук.
Скончался 26 июля 1962 года в Ленинграде, похоронен на Богословском кладбище.

## Награды
- Орден Красной Звезды (11.07.1945)
- Медаль «За боевые заслуги» (17.05.1951)
- Медаль «За победу над Германией в Великой Отечественной войне 1941-1945 гг.» (09.05.1945)[6]